# Iomachus politus
El escorpión de uñas largas (Iomachus politus) es un escorpión de la familia Ischnuridae; como todas las especies de este género, no es peligroso.
Se trata de una especie poco agresiva y su veneno es poco potente. Habita en zonas forestales y relativamente húmedas del este de África, donde es muy abundante.
- Datos: Q3154083
- Multimedia: Iomachus politus / Q3154083